# Cotxe volador

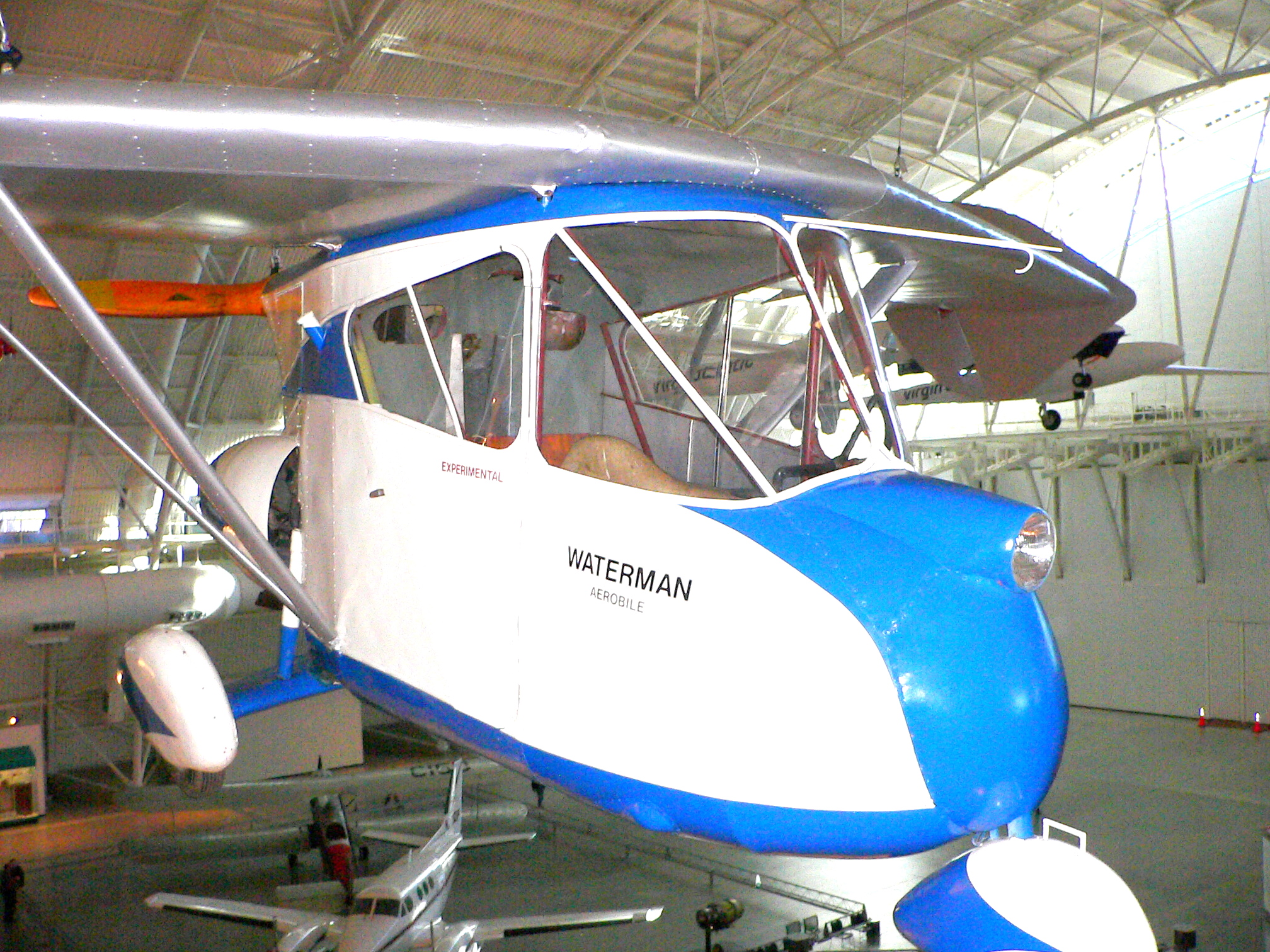
El Waterman Aeromòbil a l'Institut Smithsonià.

Automòbil volador és un nom genèric que es dóna a tot vehicle d'ús domèstic que sigui capaç de transportar persones tant volant com circulant per terra.

## Projectes amb coixí pneumàtic
El concepte d'automòbil levitant o volador data d'almenys els 1950 i es va plantejar com a possible a partir de la invenció de l'aerolliscador que se sosté gràcies a un coixí d'aire o "matalàs d'aire". No obstant això, el cost de manteniment, particularment a causa de l'excessiva despesa de combustible hidrocarbur, sumat a la pol·lució sonora, va fer impràctic tot projecte basat en aquest sistema.

## Amb hèlixs
Els primers projectes coneguts d'automòbils voladors, daten de 1917, quan l'enginyer nord-americà Glenn Curtiss va patentar l'Autoplano el qual era en realitat un híbrid entre automòbil i avió, en efecte en aquest enginy s'acoblava a un automòbil un parell d'ales, un timó i una hèlix, però aquest invent mai; amb una mica més d'èxit Waldo Waterman va realitzar un enginy similar en 1937 al qual va denominar Aerobile o Aeromóvil, de les mateixes característiques han estat altres automòbils voladors com l'Aerocar de Robert I. Fulton encara que dissenyat i fabricat per Moulton taylor (1949) del qual es van construir sis unitats. L'Aeroauto PL.5C italià de 1951 ideat per Luigi Pellarini encara que seguia sent un híbrid avió-automòbil posseïa la innovació de tenir les seves ales, cua, hèlixs, etc. rebatibles pel que transitava rodant per les carreteres sense la nosa dels accessoris aeronàutics, un altre projecte italià similar va ser l'Autoplane de R. Lebordeu basat en el petit automòbil Vespa 400 de 1952 al qual se li aplicaven els afegits com per volar. Sempre amb el mateix concepte d'híbrid avió-automòbil Henry Smolinski va plantejar l'Ave Mizar de la Cessna nord-americana: un Ford Pinto amb afegits que després de llargs anys d'assaig va tenir un modest èxit en remuntar vol el 1973.
A finals de segle xx s'han realitzat diversos dissenys i prototips d'automòbils voladors impulsats mitjançant hèlixs, encara que en allò concret aquests dissenys no són sinó avionetes d'ales curtes dotades de quatre o més parells d'hèlixs (i respectius motors a combustió), els dissenys més avançats permeten un enlairament VTOL (vertical). enlairament) a horitzontals (per al desplaçament de navegació); encara que tals automòbils són altament acrobàtics tampoc arriben a ser pràctics, és a dir, tampoc reuneixen el mínim de requisits com per considerar -los automòbils ja que mantenen els inconvenients existents en els aerolliscadors, dins d'aquesta categoria d'automòbils voladors, és a dir mantenint el caràcter híbrid d'avió i automòbils i fins i tot aerodinàmics existeix una nova generació, basada en el criteri més que d'automòbils, avionetes plegadisses amb un carrossat que, a terra, és semblant al d'un cotxe, entre els artefactes d'aquesta nova generació hi ha:

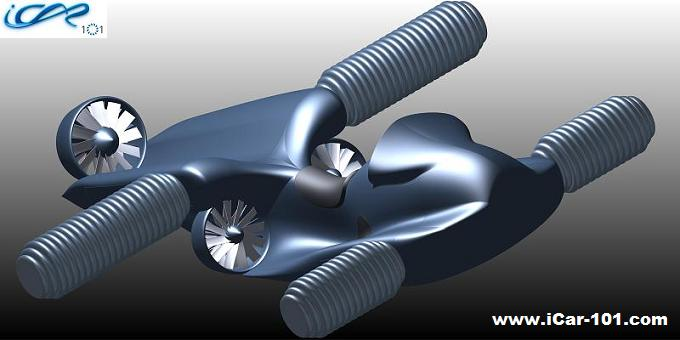
iCar 101 Ultimate

## Tipus
- El Haynes Aero Skyblazer;
- el La Biche Aerospace FS C-1;
- el X-Hawk;
- el Terrafugia;
- l'iCar 101
- el PAL-V, prototip neerlandès híbrid d'automòbil i autogir estrenat a l'abril de 2012.
- l'Aeromobil de l'eslovac Stefan Klein posat a punt en 2014. Comunament l'Aeromobil camina com un acte normal per a dues persones encara que quan ha d'aixecar vol les seves ales s'obren i sorgeix una hèlix que el propulsa.

Pel que fa al promocionat M400 SkyCar (vegeu també: Skycar ) del canadenc Paul Moller es tracta en veritat d'una aeronau d'enlairament i aterratge vertical ( VTOL ) que seria incapaç de circular arran d'una ruta de superfície.
Per la seva banda, les nord-americanes NASA i Boeing realitzen diversos estudis i projectes d'automòbils voladors encara que es desconeix una proposta pública oficial d'algun d'aquests dissenys que inclourien, en el cas de Boeing, un híbrid no ja d'avió i automòbil sinó d'helicòpter i automòbil.
En tot cas un important avenç perquè es puguin fer efectius els automòbils voladors és el del combinat informàtica – telemàtica i sistemes com el GPS ja que aquesta combinació permetria un Free-flight (vol lliure), això és un vol segur dins de vies virtuals a poca altitud.
Les Associacions Europea, Espanyola i Llatinoamericana per als automòbils voladors van ser creades per facilitar el diàleg entre múltiples actors i promoure el desenvolupament.

## El M 200 G
Acabat el 2007 l'empresa Moller International va dissenyar i construir prototips d'un vehicle que reunia les condicions de factibilitat per ser utilitzat de manera semblant als automòbils comuns. Aquest vehicle –anomenat M 200 G –te 5,4 metres de longitud i 2,7 d'amplada, porta vuit motors propulsats per un gas innocu que li permeten transportar dos passatgers a una velocitat de 85km/h.

## Actualitat
En l'actualitat, hi ha diverses organitzacions que inverteixen en aquest model de transport, La startup californiana Alef Aeronautics pretén operar vehicles que s'enlairin verticalment com a helicòpters, i que tinguin una autonomia de més de 150 quilòmetres. Aquest projecte té pensat formalitzar-se el 2025 i aspira a ser un primer indici d'un automòbil volador com a tal. A més, és important ressaltar el que el CEO d'aquesta empresa, Jim Dukhovny diu sobre el seu vehicle: el cotxe està dissenyat per passar la major part del temps a les carreteres, i la seva limitada capacitat per volar servirà precisament per esquivar obstacles.